# General Dynamics F-111 Aardvark
Дженерал Дайнемікс F-111 «А́рдварк» (англ. General Dynamics F-111 Aardvark) — американський надзвуковий багатоцільовий бойовий літак середньої дальності, розроблений у 1960-х роках компанією «General Dynamics».
F-111 був першим літаком, де застосували кілька нових технологій для серійних літаків, включаючи крила зі змінною стріловидністю, турбовентиляторні двигуни та автоматизований радар для польоту на низьких висотах і на високій швидкості, що здатен враховувати рельєф місцевості. Його конструкція вплинула на наступні літаки зі змінною стріловидністю крила, і деякі з його передових функцій з тих пір почали активно застосовуватися в літакобудуванні. Під час початкової розробки F-111 стикався з різними, новими на той час проблемами.
Варіант винищувача F-111B не був запущений у виробництво. F-111B призначався для базування на авіаносцях у ВМС США, він мав виконувати різні задачі, включаючи дальні перехоплення.
F-111 ВВС США були зняті з експлуатації в 1990-х роках, F-111F у 1996 році та EF-111 у 1998 році. F-111 був замінений у ВПС США на F-15E Strike Eagle для виконання точних ударних місій середньої дальності, тоді як роль надзвукового бомбардувальника взяв на себе B-1B Lancer. F-111 продовжували експлуатувати до грудня 2010 року, коли останній F-111C був знятий з експлуатації.
Назва «Aardvark» походить від схожості літака з однойменною твариною: довгий ніс і значні можливості маловисотного слідування місцевості. В Австралії літак отримав прізвисько «Свиня».

## Історія створення

### Концепція
Інцидент у травні 1960 року, коли над СРСР був збитий американський літак-розвідник U-2, приголомшив уряд Сполучених Штатів. Окрім великої шкоди американо-радянським відносинам, цей інцидент показав, що Радянський Союз розробив зенітну керовану ракету та комплекс, здатний вражати літаки на висоті понад 18 км. Стратегічне повітряне командування ВПС США (СПК) і плани командування бомбардувальної авіації відправити в СРСР дозвукові висотні бомбардувальники B-47 і V-бомбардувальники були менш життєздатними.
До 1960 року СПК почало переходити до тактики маловисотного проникнення на територію СРСР, що значно скоротило ймовірність радіолокаційного виявлення. У той час ЗРК були неефективними проти літаків, що літають на низьких висотах, а літаки-перехоплювачі мали меншу перевагу в швидкості на малих висотах. Тактичне повітряне командування ВПС (ТПК) здебільшого використовувало винищувачі-бомбардувальники для глибоких ударів/перехоплень. Останній на той час проект ТПК був Republic F-105 Thunderchief, який був розроблений для швидкої та далекої доставки ядерної зброї, але потребував довгих злітно-посадкових смуг. У 1958 році НАСА повідомило про просту конфігурацію крила зі змінною геометрією з точками повороту, які знаходяться далі від центральної лінії літака, що зробило поворотні крила життєздатними. Це змусило керівників ВПС заохочувати до його використання. У червні 1960 року ВПС США випустили специфікацію SOR 183 для дальнього ударно-перехоплюваного літака, здатного пробити радянську протиповітряну оборону на дуже малих висотах і високих швидкостях. Специфікація також передбачала, що літак повинен працювати з коротких, непідготовлених злітно-посадкових смуг.
У 1950-х роках ВМС Сполучених Штатів шукали довговічний літак-перехоплювач, щоб захистити свої авіаносні бойові групи від протикорабельних ракет великої дальності, випущених з радянських реактивних бомбардувальників і підводних човнів. Військово-морському флоту потрібен був винищувач протиповітряної оборони (ВПО) з потужнішим радаром і ракетами більшої дальності, ніж F-4 Phantom II, щоб перехопити як ворожі бомбардувальники, так і ракети. Шукаючи винищувач ВПО, ВМС почали з дозвукового прямокрилого літака Douglas F6D Missileer наприкінці 1950-х років. Missileer був розроблений для того, щоб нести шість ракет великої дальності, але він був би беззахисним після запуску своїх ракет. Програма була офіційно скасована в 1961 році. Військово-морський флот пробував використовувати крила зі змінною геометрією на XF10F Jaguar, але відмовився від нього на початку 1950-х років. Саме спрощення НАСА зробило крила зі змінною геометрією практичною. До 1960 року збільшення ваги літака вимагало покращених певних вузлів та запровадження в конструкції нових рішень, таких як крила зі змінною геометрією. Змінна геометрія забезпечувала високу швидкість і маневреність із більш важким корисним вантажем, велику дальність, а також зменшення розбігу та пробігу.

### Експериментальний тактичний винищувач

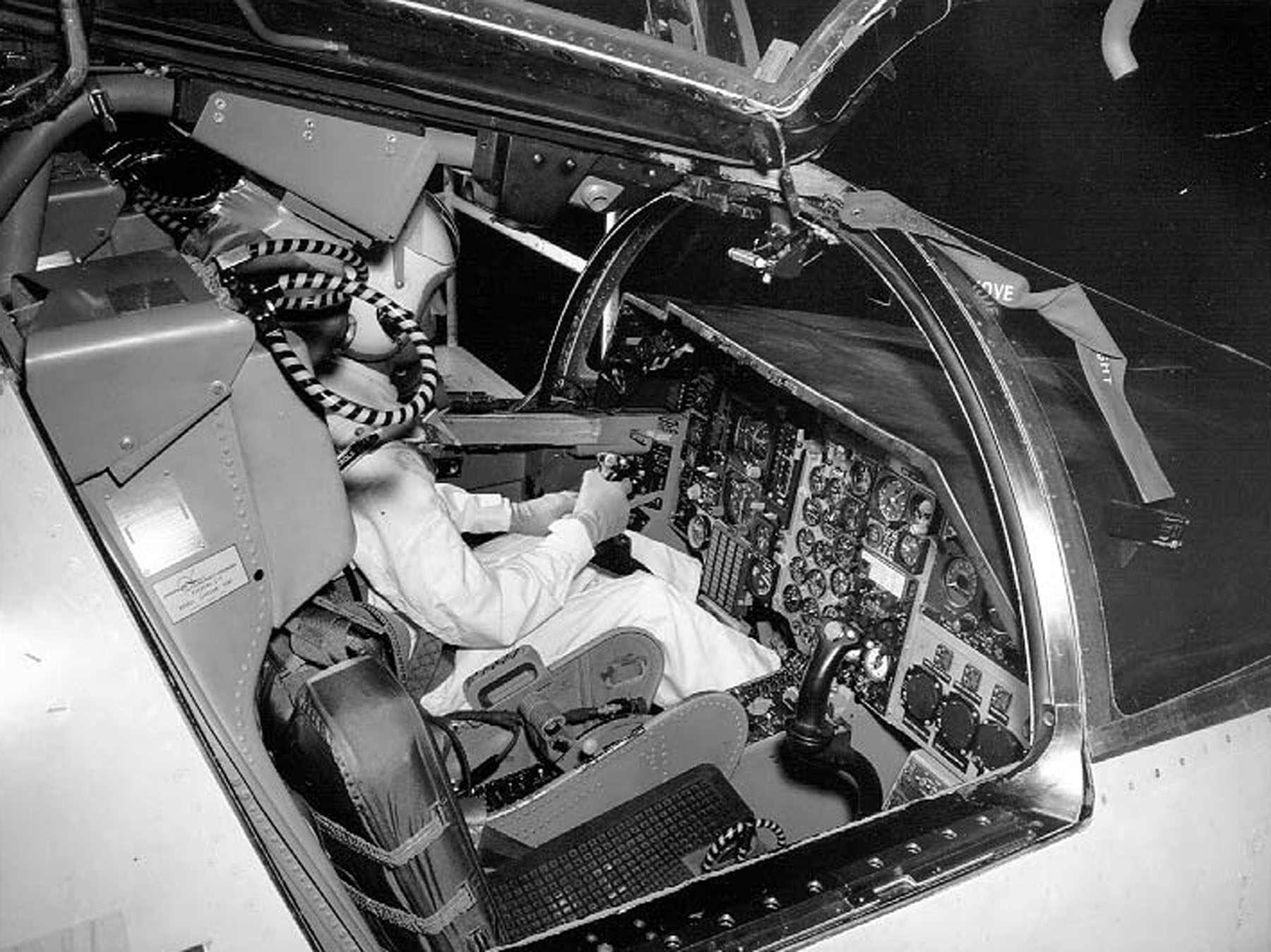
Сидіння пліч-о-пліч встановлене у F-111.

Військово-повітряні сили і ВМС США шукали нові бойові літаки, коли Роберт Мак-Намара був призначений міністром оборони в січні 1961 року. Обидві сторони шукали літак, який мав перевозити важке озброєння та паливо, мав мати високу надзвукову швидкість, два двигуни, два члени екіпажу, а також крила зі змінною геометрією. 14 лютого 1961 року Мак-Намара офіційно доручив службам почати розробку єдиного літака, який би задовольнив обидві сторони. Ранні дослідження показали, що найкращим варіантом було б використовувати дизайн по вимогах ВПС, а для ВМС створити модифіковану версію. У червні 1961 року секретар Мак-Намара наказав продовжити розробку проекту Тактичного експериментального винищувача (ТЕВ), незважаючи на зусилля ВПС і ВМС зберегти свої програми.
Військово-повітряні сили і ВМС могли домовитися лише про особливості конструкції з поворотним крилом, двома членами екіпажу та двома двигунами у майбутнього літака. Військово-повітряні сили хотіли тандемний літак для наземної атаки на низькій висоті, тоді як ВМС хотіли коротший висотний перехоплювач із сидінням пліч-о-пліч, щоб пілот і оператор радара могли користуватися одним радіолокаційним дисплеєм. Крім того, ВПС хотіли, щоб літак був розрахований на перевантаження 7,33 G зі швидкістю 2,5 Маха на висоті, та 1,2 Маха на низькій висоті з приблизною довжиною фюзеляжу 21,3 м. Військово-морський флот мав менші вимоги до перевантаження в 6 G та швидкості 2 Маха на висоті, та швидкість 0,9 Маха над землею, із довжиною 17,1 м. Також військово-морський флот хотів, щоб у літака був досить великий ніс для радіолокаційної антени діаметром 1,2 м.
Мак-Намара розробив базовий набір вимог до ТЕВ, на основі вимог ВПС, і 1 вересня 1961 року наказав ВПС розробити його. Запит пропозицій щодо TFX був наданий промисловості в жовтні 1961 року. У грудні пропозиції були отримані від Boeing, General Dynamics, Lockheed, McDonnell, North American і Republic. Експертна комісія виявила, що всі пропозиції не підходять, крім Boeing і General Dynamics, вони були відібрані до подальшої розробки. Пропозиція Boeing була рекомендована відбірковою комісією в січні 1962 року, за винятком двигуна, який не вважався прийнятним. Також знадобилося перейти на евакуаційну капсулу екіпажу замість катапультних крісел, а також переробити відсік для РЛС і ракет. Обидві компанії надали оновлені пропозиції у квітні 1962 року. Рецензенти ВВС підтримали пропозицію Boeing, тоді як ВМС визнали обидві пропозиції неприйнятними для своїх операцій. Було проведено ще два раунди оновлень пропозицій, при цьому відбіркова комісія вибрала Boeing.
У листопаді 1962 року Мак-Намара обрав пропозицію General Dynamics через більшу спільність між версіями ВПС і ВМС. Літак Boeing мав менше половини спільних основних конструктивних компонентів. General Dynamics підписала контракт щодо ТЕВ у грудні 1962 року. Конгресом було проведено слідство, але вибір не змінився.

### Проєктування
У модифікаціях F-111A і B використовувалися ті самі конструктивні компоненти планера і турбовентиляторні двигуни Pratt & Whitney TF30-P-1. Сидіння екіпажу були пліч-о-пліч в евакуаційній капсулі, як того вимагали ВМС. Ніс F-111B був на 2,59 м коротшим, щоб поміститися на існуючих палубних ліфтах і мав коротші на 1,07 м кінці крил. Військово-морська версія мала імпульсно-доплерівський радар AN/AWG-9 і ракети AIM-54 Phoenix. Версія Військово-повітряних сил мала б ударний радар AN/APQ-113 і радіолокатор для спостереження за місцевістю AN/APQ-110, а також ракетне та бомбове озброєння класу повітря — земля. Команду інженерів General Dynamics очолив Роберт Г. Відмер.
Не маючи досвіду роботи з палубними винищувачами, General Dynamics об’єдналася з Grumman для виготовлення та випробувань літака F-111B. Крім того, Grumman пізніше також побудує кормову частину фюзеляжу F-111A і шасі. Команда General Dynamics і Grumman зіткнулася з амбітними вимогами щодо дальності, бомбового навантаження, озброєння та ваги літака. Конструкція F-111 також включала нові для серійних військових літаків функції, такі як крила зі змінною геометрією та турбовентиляторні двигуни з форсажним режимом роботи.
Макет F-111A був перевірений у вересні 1963 року. Перший випробувальний F-111A був випущений на заводі 4, компанії General Dynamics у Форт-Верті, штат Техас, 15 жовтня 1964 року. Він працював на турбовентиляторах YTF30-P-1 і використовував набір катапультних крісел, оскільки евакуаційна капсула ще не була готова. F-111A вперше здійснив політ 21 грудня 1964 року з бази ВПС Карсвелл, Техас, США. F-111B також був оснащений катапультними кріслами і вперше здійснив політ 18 травня 1965 року.
Спочатку в деяких частинах режиму польоту виникали стрибки роботи компресора та проблеми з зупинкою. Дослідження НАСА, Повітряних сил і General Dynamics привели до того, що в 1965–66 роках конструкція впускного патрубка двигуна була змінена, закінчившись конструкціями з назвами «Потрійний плуг I» та «Потрійний плуг II».
F-111A досяг швидкості 1,3 Маха в лютому 1965 року з проміжною конструкцією впускного патрубка. Тріщини в точках кріплення крила F-111 вперше були виявлені в 1968 році під час випробувань фюзеляжу на землі, а наступного року F-111 розбився через цю проблему. Конструкція кріплення вимагала переробки та тестування, щоб забезпечити належний дизайн та якість виготовлення. Льотні випробування F-111A тривали до 1973 року.
ВМС відмовились від F-111B у 1968 році через проблеми з масою та характеристиками, а також через потребу в додаткових вимогах до винищувачів. Модель F-111C була розроблена для Австралії. Згодом для ВПС США були розроблені вдосконалені моделі F-111E, F-111D, F-111F. Стратегічний бомбардувальник FB-111A та версії радіоелектронної боротьби EF-111 пізніше були розроблені для ВВС США. Виробництво закінчилося в 1976 році, після того як було побудовано 563 літаки F-111.

## Конструкція

### Огляд

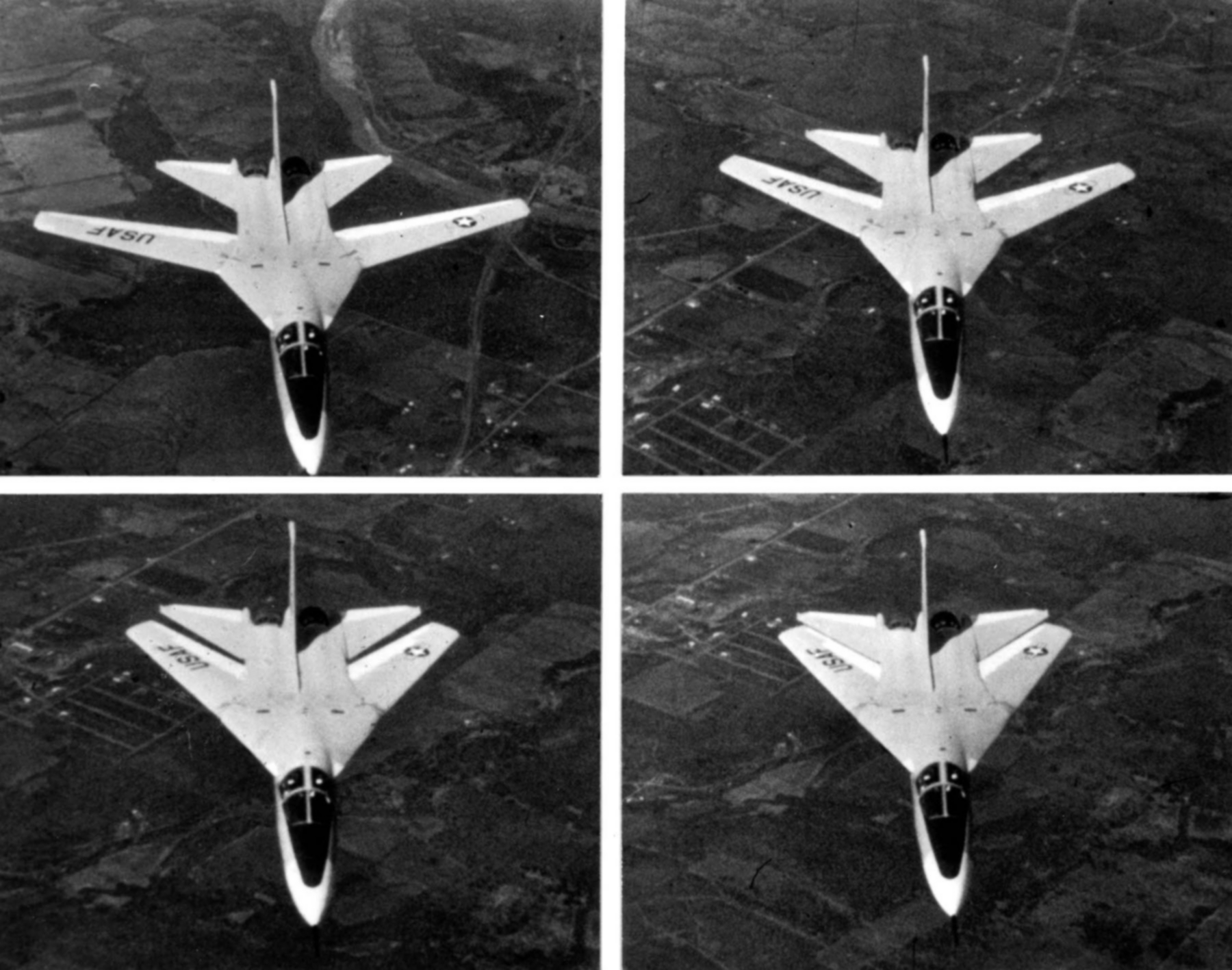
Можливі положення крила змінюваної стрілоподібності у F-111.

F-111 був всепогодним штурмовиком, здатним пробивати протиповітряну оборону противника на низьких висотах для доставки озброєння до цілі. F-111 мав крила зі змінною геометрією, бомбовідсіки та кабіну з сидіннями пліч-о-пліч. Кабіна пілотів була частиною капсули екіпажу. Кут стріловидності крила варіювався від 16 до 72,5 градусів. Крило містило передні планки і закрилки з подвійними прорізами по всій довжині. Планер був виготовлений здебільшого з алюмінієвих сплавів, сталі, титану та інших матеріалів, які використовувалися в певних вузлах. Фюзеляж був виготовлений з конструкції з жорстких панелей.
F-111 мав трьохопорне шасі з двоколісною носовою і двома одноколісними стійками шасі. Дверцята відсіку для переднього шасі були розміщені в центрі фюзеляжу, вони також служили гальмом швидкості під час польоту. Більшість варіантів F-111 включали радіолокаційну систему здатну помічати рельєф місцевості, підключену до автопілота. Літак оснащений двома турбовентиляторними двигунами Pratt & Whitney TF30, крила F-111 були зі змінною геометрією.

### Озброєння
Бомбовий відсік

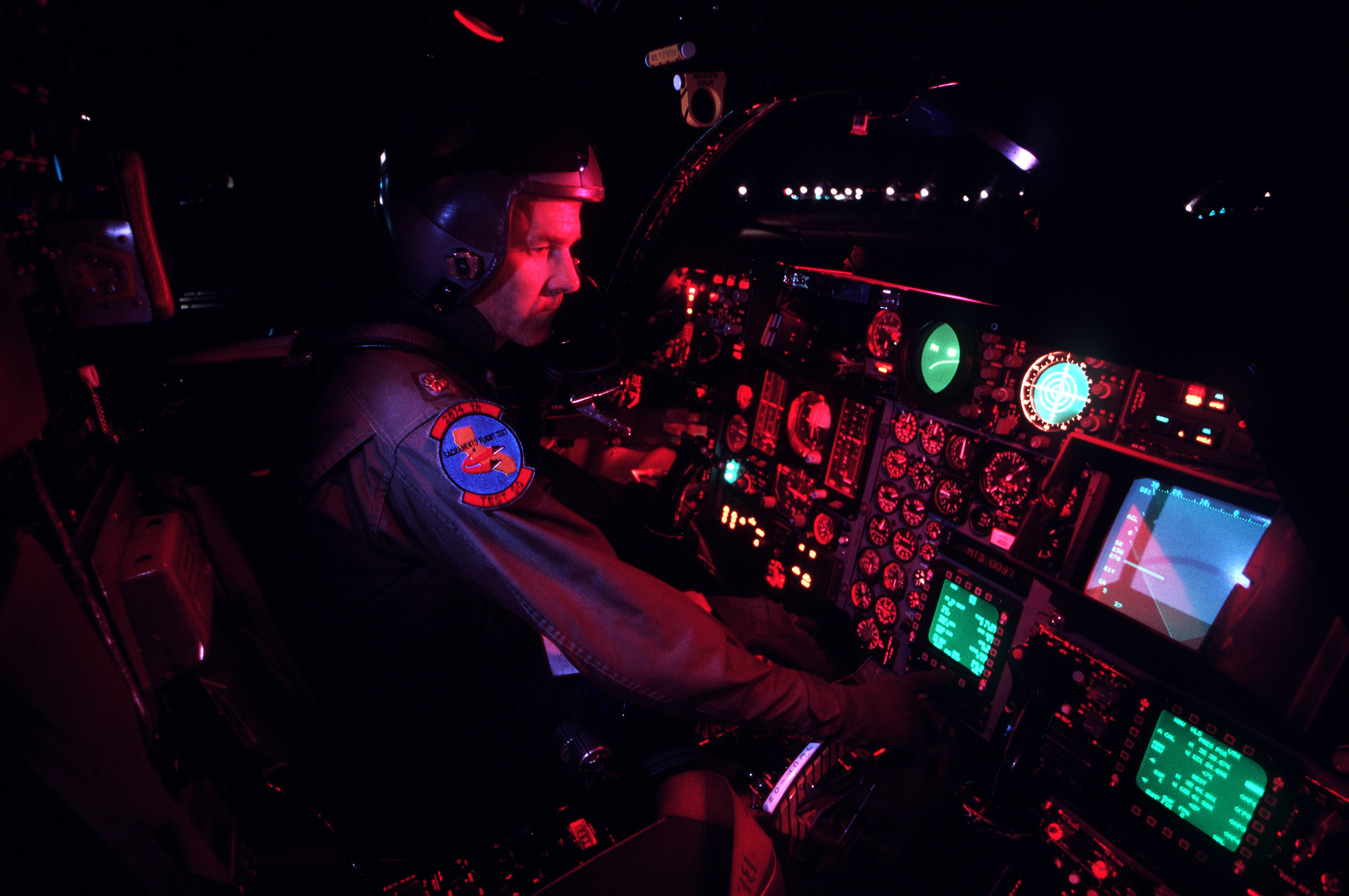
Кабіна F-111 під час нічного польоту.

F-111 мав бомбовий відсік для озброєння, який міг переносити бомби, змінну 20 мм гармату M61 або додаткові паливні баки. Що стосується бомб, то відсік міг вмістити дві звичайні бомби М117 вагою 340 кг, одну ядерну бомбу, або навчальні бомби. F-111B для ВМС США мав нести у бомбовому відсіку дві AIM-54 Phoenix далекої дії повітря-повітря. Гармата мала великий відсік з боєкомплектом в 2084 снарядів, дуло прикривав обтічник, однак, гармата рідко встановлювалась на F-111.
F-111C і F-111F були обладнані для транспортування системи націлювання AN/AVQ-26 Pave Tack. Pave Tack мав інфрачервоний сенсор (FLIR), оптичну камеру та лазерний далекомір-позначник. Блок Pave Tack дозволяв F-111 позначати цілі та скидати на них бомби з лазерним наведенням. Австралійські RF-111C мали піддон із датчиками та камерами для використання в повітряній розвідці.
FB-111 міг нести дві ядерні ракети класу «повітря-земля» AGM-69 SRAM у своєму бомбовому відсіку. General Dynamics випробував можливість використання двох ракет класу «повітря-повітря» AIM-9 Sidewinder, що перевозилися в бомбовому відсіку, але від цієї ідеї відмовилися. Ранні моделі F-111 мали РЛС, обладнані для наведення ракети класу «повітря-повітря» середньої дальності AIM-7 Sparrow, але в наступних серійних літаках їх не встановлювали.

### Озброєння на пілонах

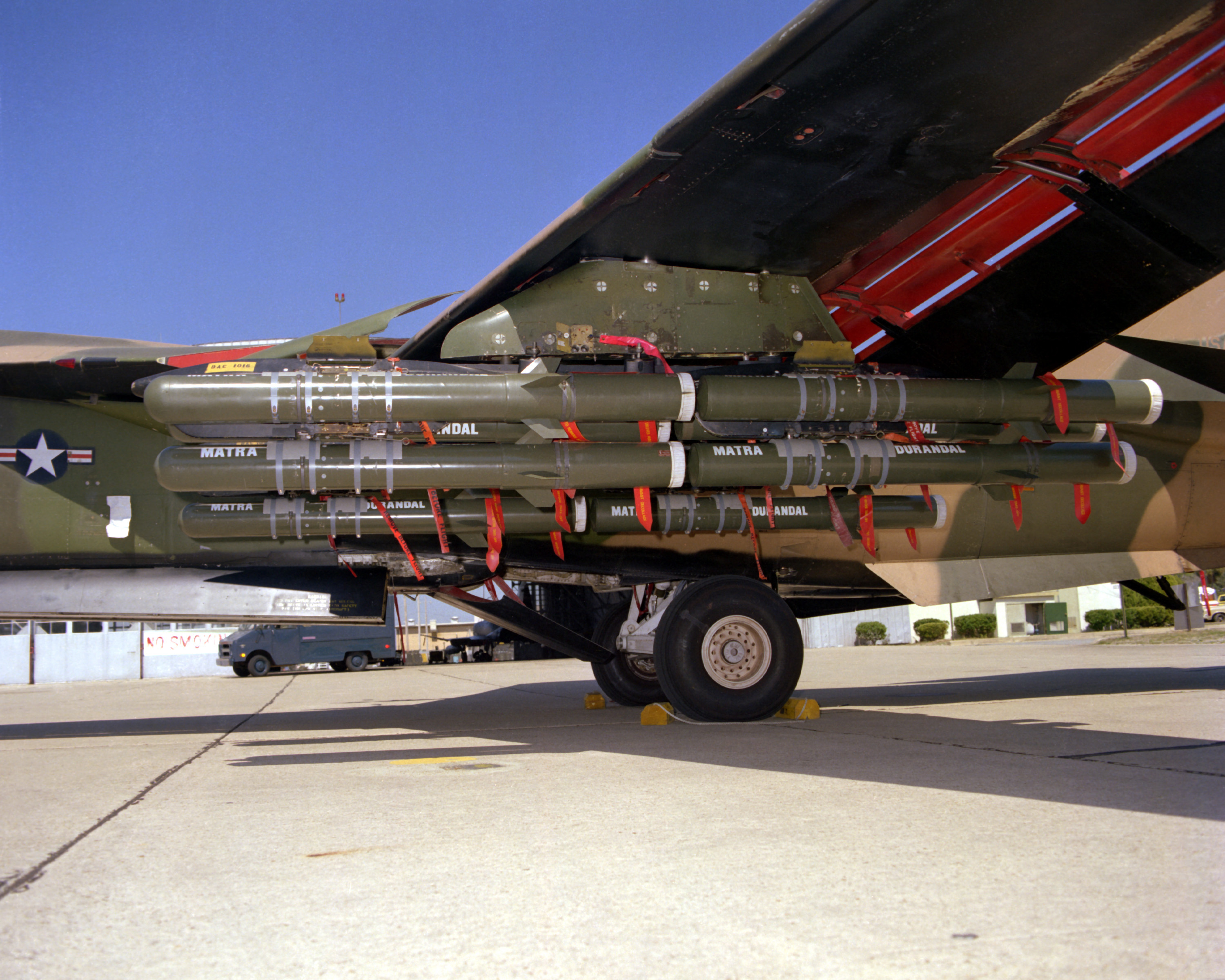
F-111 з бетонобійними снарядами Matra Durandal на пілонах під крилами.

Кожне крило мало чотири підкрилові пілони. Два внутрішніх пілони на кожному крилі оберталися, щоб збалансувати навантаження на крило та фюзеляж, тоді як два зовнішні були закріплені. Кожен пілон міг нести 2300 кілограмів. На пілонах можна було нести різні бомби та ракети. Була можливість встановлення додаткових паливних баків по 2300 літрів кожен.
Конструкція фюзеляжу F-111 не дозволяла перевезення зовнішнього озброєння під фюзеляжем, але там були місця для блоків електронних контрзаходів (ECM) та/або блоків передачі даних, одна станція встановлювалась під бомбовим відсіком, а інша на задній частині фюзеляжу між двигунами. Максимальне практичне навантаження на озброєння F-111 було обмежене, оскільки фіксовані пілони не можна було використовувати з повністю стріловидними крилами.
Тактичні F-111 були оснащені плечовими поручнями на чотирьох внутрішніх поворотних пілонах для встановлення ракет «повітря-повітря» AIM-9 Sidewinder для самооборони. Австралійські F-111C мали можливість для запуску протикорабельної ракети Harpoon і ракети для наземних цілей Popeye. FB-111A міг нести ті ж звичайні боєприпаси, що й тактичні варіанти, але їхні крилові пілони частіше використовувалися для паливних баків, ніж для стратегічних ядерних бомб. Вони могли нести до чотирьох ядерних ракет AGM-69 SRAM на опорах.

### Роль в історії
F-111 був першим серійним літаком із змінною геометрією крила. Після нього подібну конструкцію застосовували і в інших країнах, в тому числі і в Радянському Союзі:
- Сухой Су-17 «Fitter» (1965),
- Мікоян-Гуревич МіГ-23 «Flogger» (1967),
- Туполєв Ту-22М «Backfire» (1969),
- Сухой Су-24 «Fencer» (1970),
- Туполєв Ту-160 «Blackjack» (1981).

Американські літаки:
- Rockwell B-1 Lancer (1974);
- Panavia Tornado (1974).

Радянський Су-24 був дуже схожий на F-111. Для ВМС США замість F-111B був створений літак з іншою конструкцією, але також зі змінною геометрією — Grumman F-14 Tomcat.

## Технічні характеристики
Загальні характеристики:
- Екіпаж: 2
- Довжина: 22,40 м
- Розмах крил: 19 м
- Розмах крил з мінімальним кутом стріловидності: 9,8 м
- Висота: 5,2 м
- Площа крила: 61,07 м², з мінімальним кутом стріловидності — 48,8 м²
- Співвідношення сторін: 7,56
- Аеродинамічний профіль: корінь: NACA 64-210.68; край: NACA 64-209.80
- Маса порожнього: 21 410 кг
- Маса спорядженого: 37 557 кг
- Максимальна злітна маса: 45 359 кг
- Коефіцієнт опору нульового підйому: 0,0186
- Площа коефіцієнту опору нульового підйому: 0,87 м²

Силова установка:
- 2 турбовентиляторні двигуни Pratt & Whitney TF30-P-100
- Тяга: 2×80 кН кожен, із форсажем 2×112 кН

Льотні характеристики:
- Максимальна швидкість: 2656 км/год на висоті
- Максимальна швидкість на рівні моря: 1472 км/год, 1,2 Маха,
- Бойовий радіус: 5940 км,
- Перегонна дальність: 5940 км із ППБ,
- Практична стеля: 20 000 м,
- Максимальне перевантаження: +7,33,
- Швидкість підйому: 131,5 м/с,
- Навантаження на крило: 620 кг/м² при максимальному куті стріловидності,
  - з мінімальним розмахом: 771 кг/м²
- Тягооснащеність: 0,61

Озброєння
- Гармати: 1× 20 мм, 6-ствольна гармата Гатлінга M61A1 Vulcan у підвісному збройовому відсіку (рідко встановлювався)
- Точки кріплення: всього 9 (8× під крилами, 1× під фюзеляжем між двигунами), 2 точки кріплення в збройовому відсіку ємністю 14 300 кг, з можливими комбінаціями:

Ракети:
- Термоядерна ракета «повітря — поверхня» AGM-69 SRAM (лише для FB-111A)
- AGM-65 Maverick
- AGM-130

Бомби:
- Вільнопадаючі бомби загального призначення, включаючи:
  - Mk 82 — 227 кг,
  - Mk 83 — 454 кг,
  - Mk 84 — 907 кг,
  - Mk 117 — 750 кг.
- Касетні бомби
- Бомба BLU-109, 907 кг
- Бомби з лазерним наведенням Paveway, включаючи 907 кг GBU-10, 227 кг GBU-12 і 2200 кг GBU-28,
- BLU-107 Durandal для знищення злітних смуг,
- Електрооптична бомба GBU-15
- Атомні бомби: B61 або B43

## Використання

### ВПС США

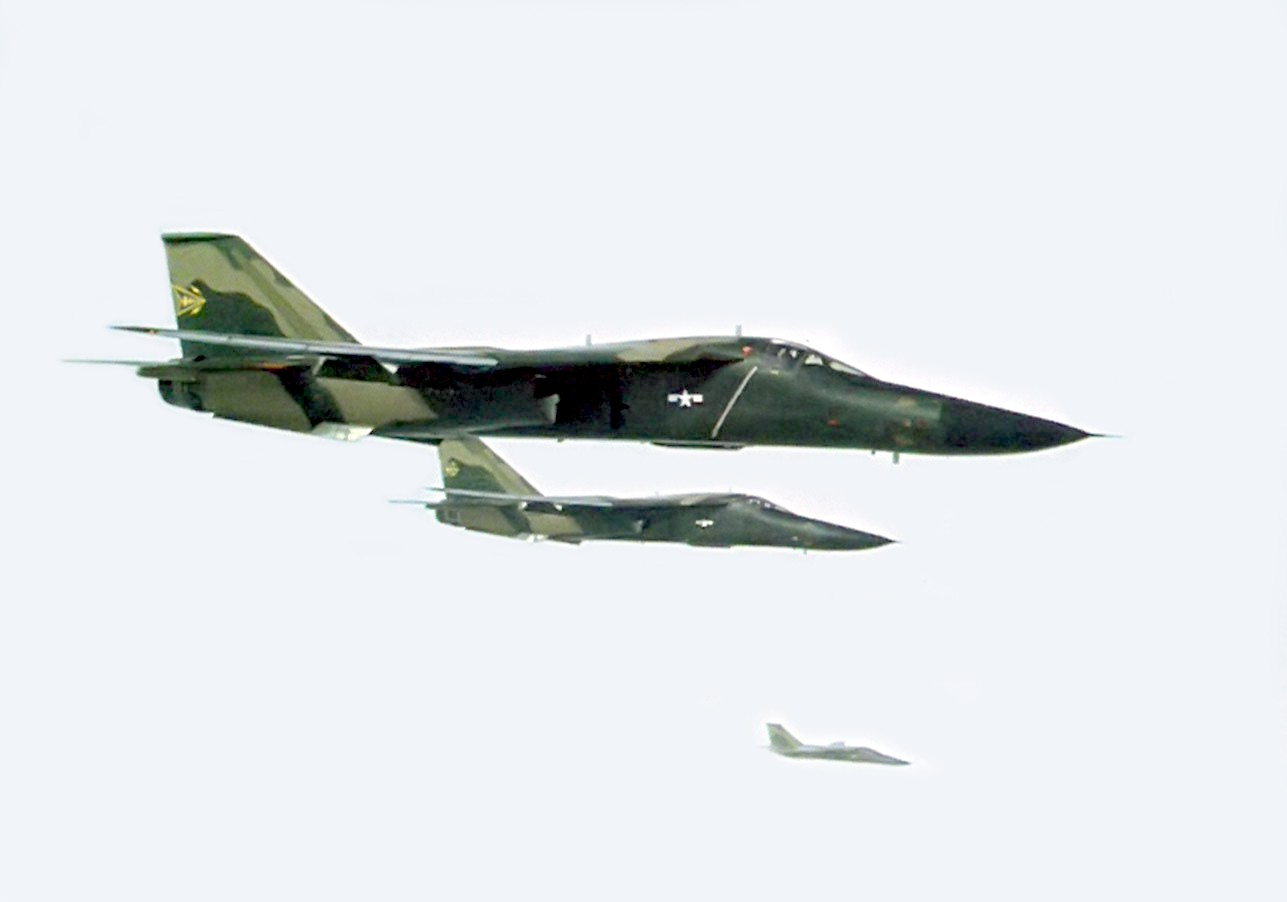
F-111 над Південно-Східною Азією в 1968 році.

Перший із шести серійних F-111 був переданий у ВПС США 17 липня 1967 року ескадрилії винищувачів на базі ВПС Нелліс. Ці літаки використовувалися для навчання екіпажів. Перші F-111 428-ї тактичної винищувальної ескадрилії стали на бойове чергування 28 квітня 1968 року.
Після ранніх випробувань загін із шести літаків зі складу 474-го тактичного винищувального крила (474-го ТВК) був відправлений у березні 1968 року до Південно-Східної Азії для випробувань «Combat Lancer» у реальних бойових умовах під час В’єтнамської війни. Під час перебування там було здійснено 55 нічних вильотів проти цілей у Північному В’єтнамі, але два літаки були втрачені. Літак з бортовим номером 66–0022 було втрачено 28 березня, а з номером 66-0017 — 30 березня. Літак, який мав замінити збитого, залишив авіабазу Нелліс, а після ще однієї втрати 22 квітня третього F-111A (66-0024) F-111A припинили використовуватися в бойових діях. В листопаді ескадрилья повернулася до США. Причина перших двох втрат невідома, оскільки уламки так і не були знайдені. З’ясувалося, що третя втрата пов’язана з виходом з ладу штока гідравлічного клапана горизонтального стабілізатора, що призвело до неконтрольованого підйому літака. Подальша перевірка парку F-111A, виявила, що 42 літаки були з такими потенційними поломками. Припускається, що ця несправність також могла стати причиною двох попередніх втрат, якби збій викликав падіння тангажу на малій висоті. Лише в 1971 році 474-те ТВК було повністю боєздатним.
Мовою африкаанс слово aardvark означає «земляна свиня», таке прізвисько літак отримав за довгий ніс, схожий на ніс трубкозуба. Назва приписується льотчику-інструктору F-111A Аль Матечуну в 1969 році, оскільки літак так і не отримав офіційної назви ВПС.
У вересні 1972 року F-111 повернувся в Південно-Східну Азію, де дислокувався на авіабазі Тахлі, Таїланд. F-111A з авіабази Нелліс брав участь в останньому місяці операції «Linebacker» і пізніше здійснив 154 місії на низькій висоті під час операції «Linebacker II», північнов’єтнамці тоді почали назвати літак «шепіт смерті». F-111 також здійснювали повітряну підтримку під час інших локальних операцій проти інших комуністичних сил, таких як операція Phou Phiang III, під час Громадянської війни в Лаосі. Екіпажі описували свої польоти у В'єтнамі як «швидкість — це життя», «один прохід, тягни назад» і «якщо ви робите більше одного проходу в бойовій зоні — ви помрете». Радар F-111 з можливістю спостереження за рельєфом («найкращим у світі винищувачів», за словами пілота F-111 Річарда Крендалла) дозволяв літати на висоті до 61 м над рівнем землі на швидкості 890 км/год. F-111 давали можливість не використовувати на завданнях паливозаправників або літаків радіоелектронної протидії, також F-111 могли працювати в погоду, яка не дозволяла б літати іншим літакам. Один F-111 міг нести бомбове навантаження чотирьох McDonnell Douglas F-4 Phantom II, згодом цінність нового літака почала проявлятися. F-111 загалом здійснив понад 4000 бойових вильотів у В’єтнамі, було втрачено лише шість літаків.
З 30 липня до 15 серпня 1973 року F-111A 347-го тактичного винищувального крила (347-го ТВК) перебували на авіабазі Тахлі, здійснювали бомбардування Камбоджі для підтримки збройних сил Кхмерської Республіки, бойова підтримка США припинилася після поправки Кейса — Черча. 347-ме ТВК дислокувалося на базі Королівських ВПС Таїланду «Корат» з 12 липня 1974 року по 30 червня 1975 року. В травні 1975 року F-111 зі складу 347-го ТВК надавали повітряну підтримку під час інциденту з «Маягуес».
Одна з найбільш незвичайних місій відбулася 14 лютого 1986 року, коли два FB-111 з 509-го бомбардувального крила були відправлені з тодішньої бази ВПС Піз, Нью-Гемпшир, на базу ВПС Тінкер, Оклахома, щоб забрати серце для пересадки. Літак приземлився в міжнародному аеропорту Бредлі, щоб доставити орган до карети швидкої допомоги, яка його вже чекала.

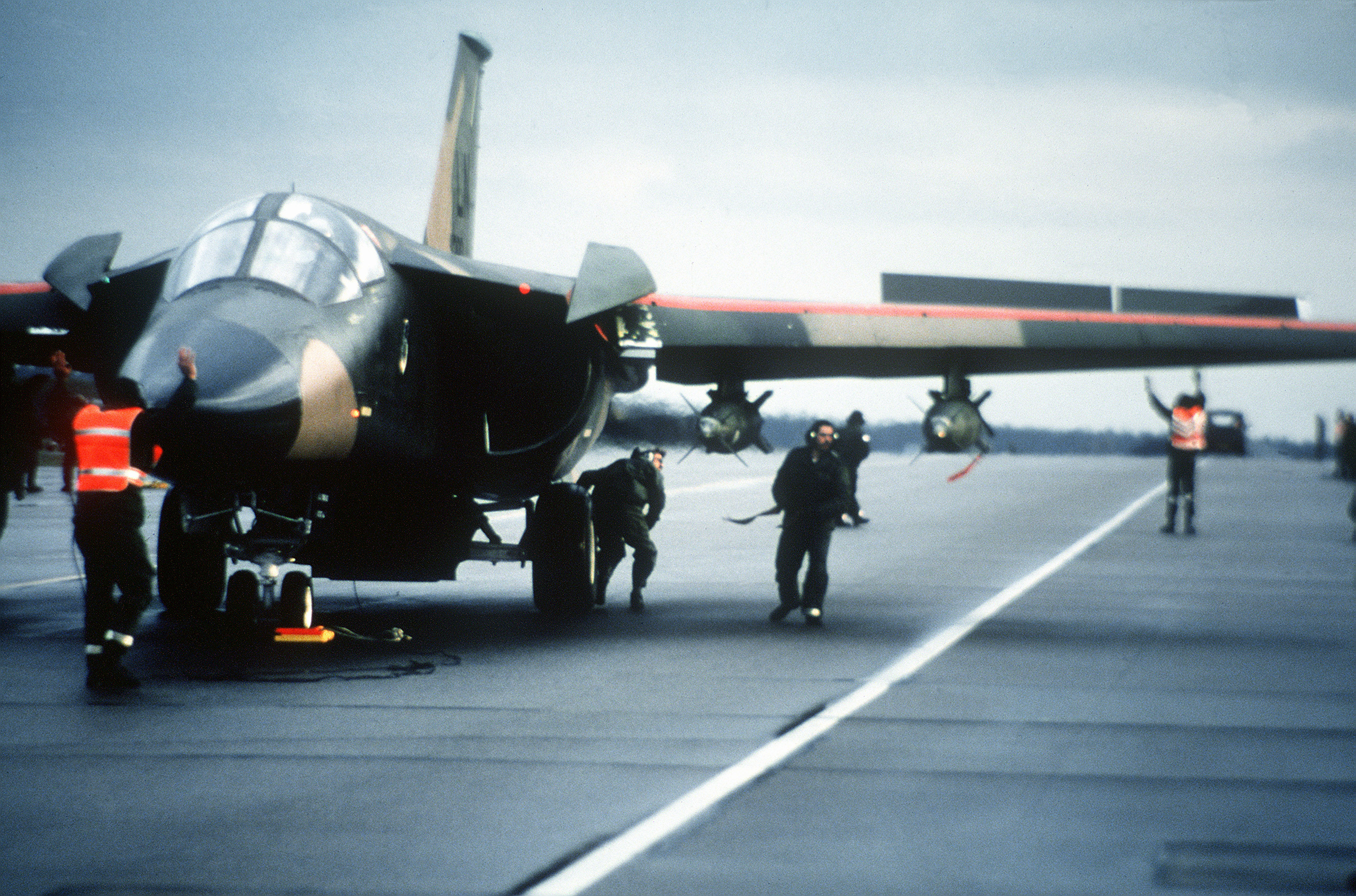
Наземний персонал готує F-111F зі складу 48-го тактичного винищувального крила до удару у відповідь по Лівії.

14 квітня 1986 року 18 F-111 і приблизно 25 літаків ВМС завдали повітряних ударів по Лівії в рамках операції «Каньйон Ельдорадо». 18 F-111 48-го тактичного винищувального крила та 4 EF-111A з 20-го тактичного винищувального крила здійснили найдовшу бойову місію винищувачів в історії. Політ туди й назад між RAF Lakenheath/RAF Upper Heyford, Велика Британія та Лівією на 10300 км тривав 13 годин. Один F-111 був втрачений над Лівією і впав у Середземне море, ймовірно збитий.
F-111 брали участь у війні в Перській затоці (операція «Буря в пустелі») у 1991 році. Під час «Бурі в пустелі» відношення вдалих місій до невдалих на F-111F склав 3,2, це краще, ніж будь-який інший ударний літак США, який використовувався в операції. Група з 66 F-111F скинула майже 80% всіх бомб з лазерним наведенням, включаючи бетонобійні GBU-28. Також в операції брали участь 18 F-111E. F-111 загалом знищили понад 1500 іракських танків та бронетехніки. Через такі результати літак отримав назву «танк-плінкінґ».
F-111 перебував на озброєнні ВПС США з 1967 по 1998 рік. FB-111 перебували на озброєнні Стратегічного повітряного командування з 1969 року до модифікації F-111G, потім вони були передані до повітряного бойового командування (ПБК) до виходу на пенсію в 1993. На церемонії виходу з експлуатації F-111 ВВС США 27 липня 1996 року він отримав офіційну назву Aardvark, його давня неофіційна назва. ВПС США зняли з експлуатації варіант радіоелектронної боротьби EF-111 у 1998 році.

### ВПС Австралії
Австралійський уряд замовив 24 літаки F-111C, щоб замінити вже застарілі англійські «Канберри», для виконання бомбардувань і тактичних ударів. У той час як перший літак був офіційно переданий у вересні 1968 року, але конструктивні проблеми затримали введення в експлуатацію. Перший F-111C прилетів на базу ВПС Нелліс 15 березня 1973 року. Перші шість F-111C прибули на авіабазу Емберлі 1 липня 1973 року, а три наступні рейси з шести F-111 прибули 27 липня, 28 вересня і 4 грудня того ж року. F-111C були виділені до 1-ї і 6-ї ескадрилій під керуванням 82-го крила. В Австралії F-111 був більше відомий як «Свиня», можливо, через його довгий ніс та «рискання» носом та вміння радара помічати рельєф.

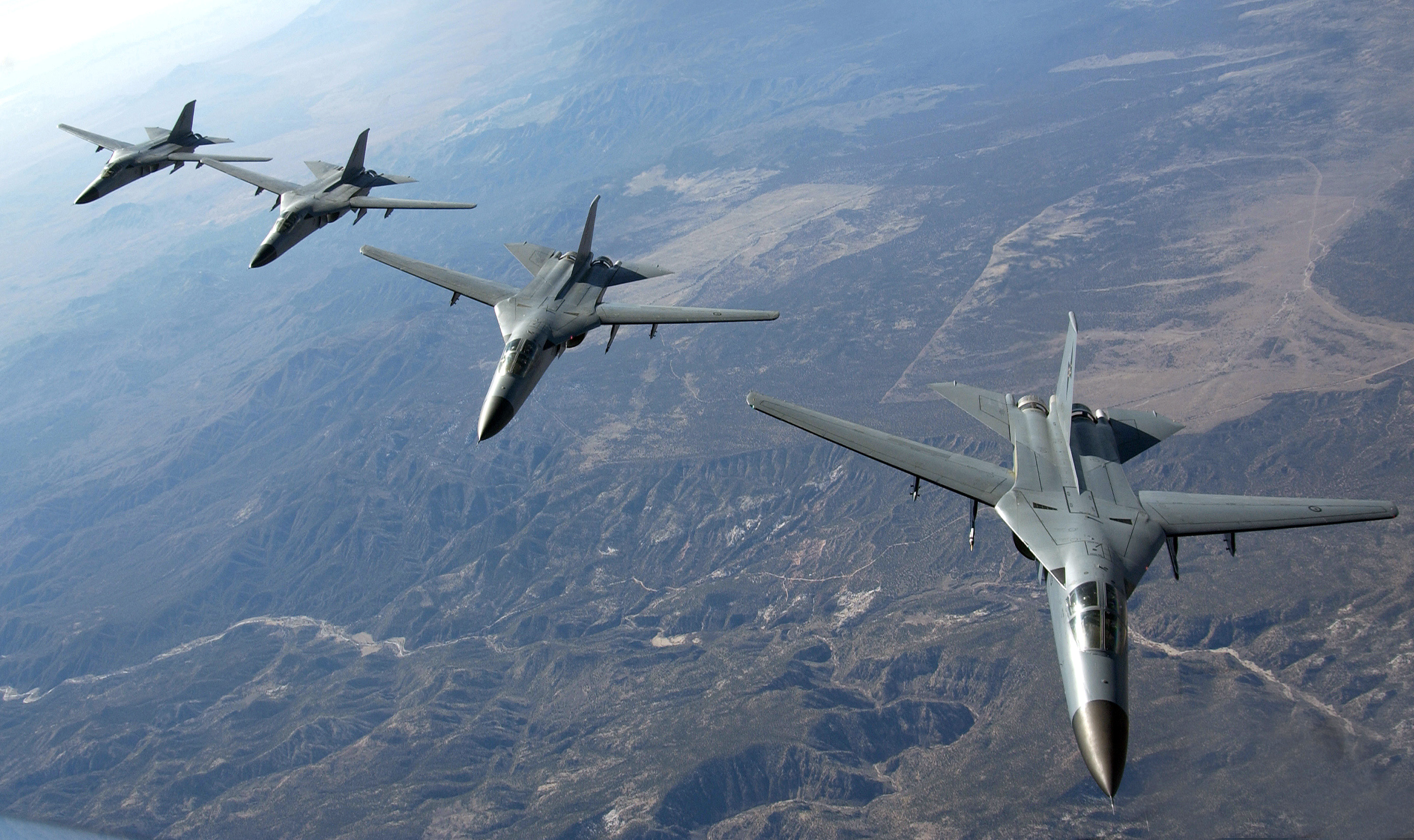
Чотири австралійські F-111 летять з дозаправкою в повітрі в напрямку ВПС Нелліс після навчань «Червоний прапор» у 2006 році.

Покупка виявилася дуже вдалою для ВПС Австралії. Хоча він ніколи не брав участь у бою, F-111C був найшвидшим і найдальшим бойовим літаком у Південно-Східній Азії. Авіаційний історик Алан Стівенс писав, що вони були «головною системою озброєння в Азіатсько-Тихоокеанському регіоні» протягом усього часу їхньої служби та забезпечували Австралії «справжню, незалежну спроможність наносити удари». Бенні Мурдані, міністр оборони Індонезії у 1980-х роках, сказав своєму австралійському колезі Кіму Бізлі, що коли інші обурились Австралією під час засідань індонезійського кабінету, Мурдані сказав їм: «Чи усвідомлюєте ви, що австралійці мають бомбардувальник, який може закинути бомбу через це вікно на стіл тут перед нами?»
Під час встановлення незалежності Східного Тимору в 1999 році австралійські F-111 були озброєні бомбами, готові злетіти з бази Тіндалл, щоб нанести удару по індонезійських силах та системах командування.
У 2006 році F-111 ВПС Австралії був обраний для затоплення північнокорейського корабля Pong Su, захопленого у 2003 році під час одного з найбільших вивезень наркотиків в Австралію. «Понг Су» був потоплений 23 березня 2006 року двома бомбами з лазерним наведенням GBU-10 Paveway II.
Скорочення флоту F-111 ВПС Австралії почалося наприкінці 2007 року, з виведення з експлуатації моделей F-111G, якими керувала 6-та ескадрилья. Була суперечлива закупівля 24 F/A-18F Super Hornet в якості тимчасової заміни для F-111, тоді як програма F-35 затримувалася. Однією з причин зняття F-111 був високий час технічного обслуговування, необхідний для кожної години польоту, Крандалл сказав, що F-111 ВПС США «складав дев'ять відсотків флоту Тактичного повітряного командування, але з'їв колосальні 25 відсотків бюджету на утримання». Останні F-111 були зняті з експлуатації 3 грудня 2010 року.

## Модифікації

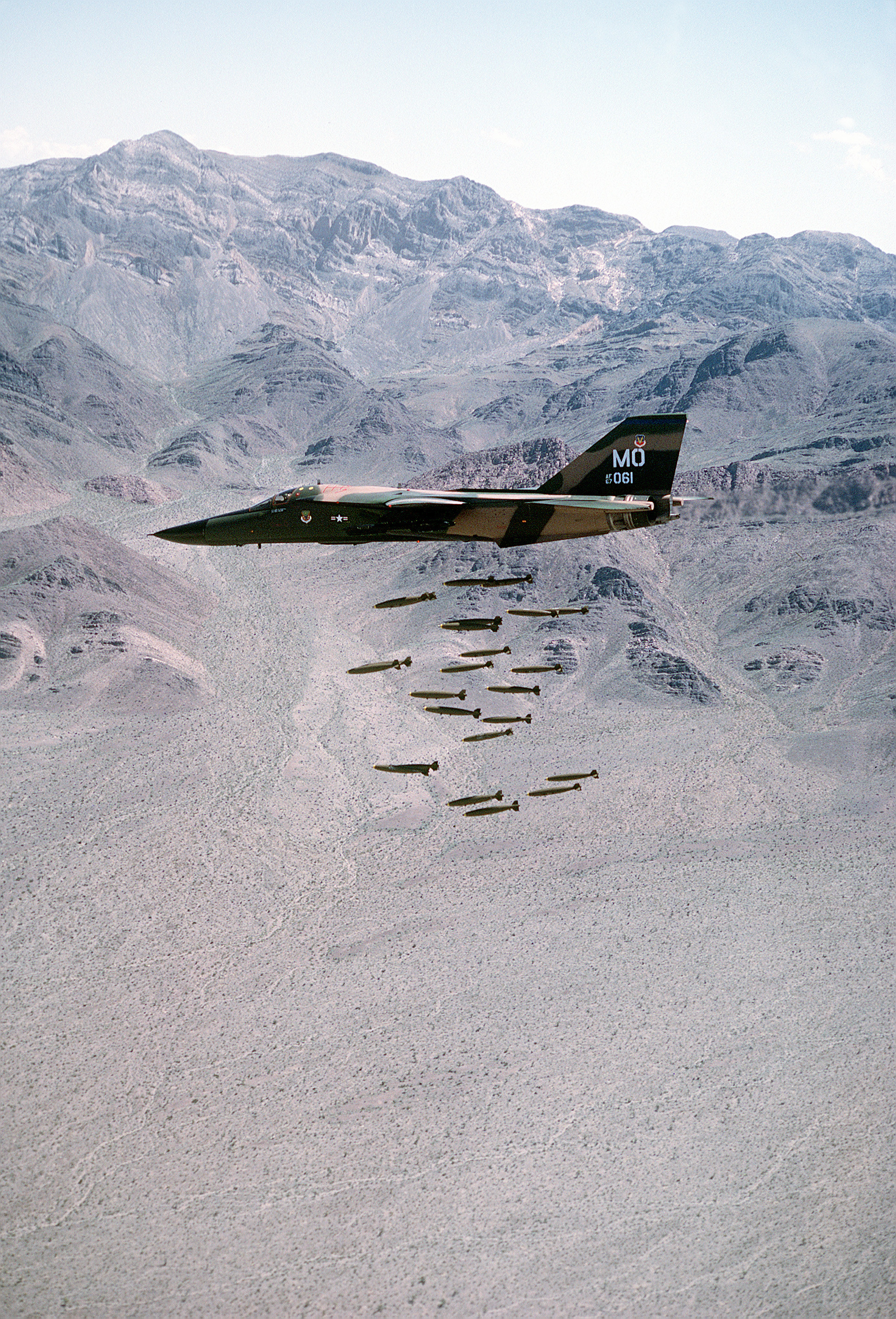
F-111A скидає 24 бомби Mk 82.

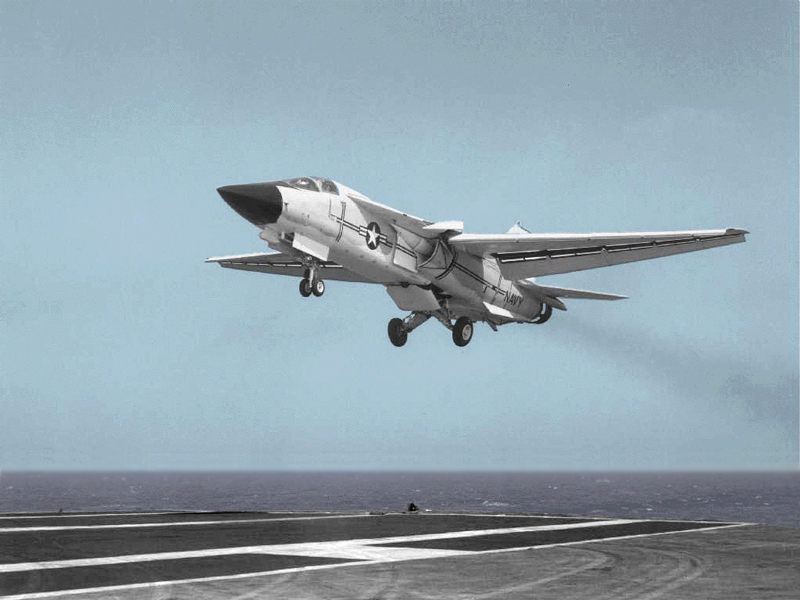
F-111B ВМС США наближається до авіаносця USS Coral Sea під час випробувань у 1968 році.

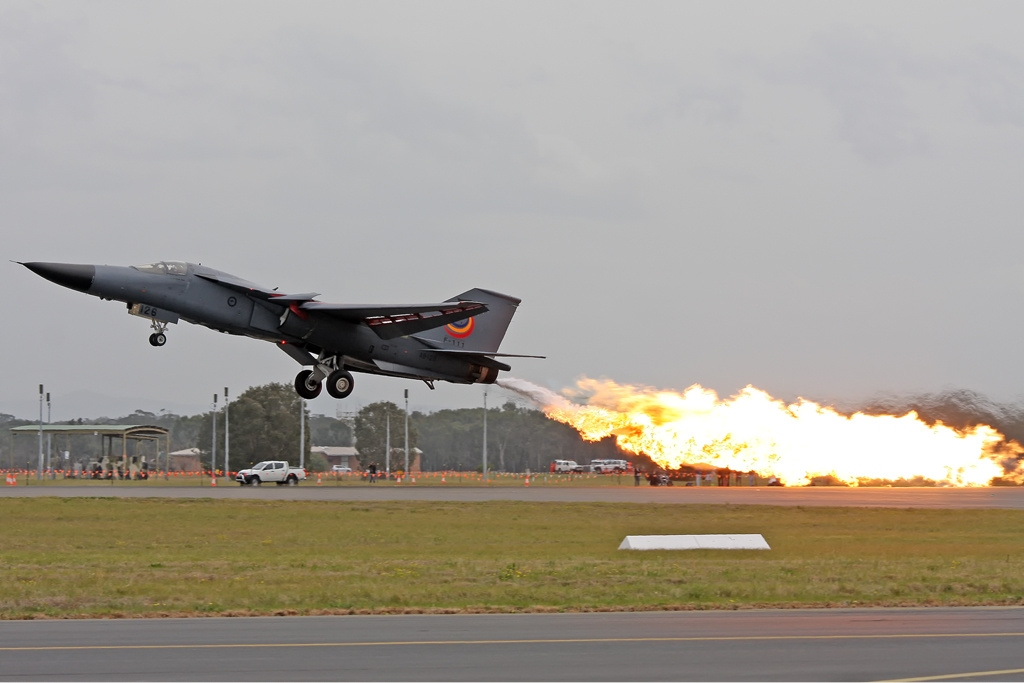
F-111C Королівських ВПС Австралії виконує процедуру скидання палива, при якій паливо навмисно запалюється за допомогою форсажного режиму.

- F-111A — початкова версія F-111.
- F-111B — модифікація F-111 для ВМС США.
- F-111C — версія F-111 створена спеціально для ВПС Австралії.
- F-111D — покращена версія F-111A, відрізнялась авіонікою, двигунами та скляною кабіною.
- F-111Е — проміжна версія між F-111D.
- F-111F — останній варіант створений для Тактичного повітряного командування, відрізнялась покращеною, але дешевшою авіонікою.
- F-111K — модифікація для ВПС Британії.
- FB-111A — версія стратегічного бомбардувальника.
- EF-111A Raven — літак протиелектронної протидії.

## Оператори
- ВПС США,
- ВПС Австралії.